# Gianna Beretta Molla
Gianna Beretta Molla (* 4. Oktober 1922 in Magenta bei Mailand; † 28. April 1962 in Ponte Nuovo, Magenta) war eine italienische Kinderärztin. Sie wurde am 16. Mai 2004 von der katholischen Kirche heiliggesprochen.

## Leben
Gianna Beretta Molla, zehntes von dreizehn Kindern aus der Ehe von Alberto Beretta und Maria De Micheli, studierte Medizin in Mailand. An der Universität Pavia wurde sie zum Dr. med. promoviert und machte eine Ausbildung zur Chirurgin. 1949 eröffnete sie zunächst in Mesero eine Praxis, entschied sich dann aber, sich auf Pädiatrie zu spezialisieren und absolvierte eine Ausbildung als Kinderfachärztin an der Mailänder Universität. Sie engagierte sich während ihres Studiums für Jugendliche in der Katholischen Aktion und der Vinzenzgemeinschaft. Zeitweise überlegte sie, als Missionarin in Brasilien tätig zu werden, um ihren Bruder Alberto zu unterstützen, der als Kapuziner und Arzt im brasilianischen Grajaú (Maranhão) wirkte.
1955 heiratete sie den Ingenieur Pietro Molla († 3. April 2010), mit dem zusammen sie vier Kinder hatte. Gianna Beretta Molla sah das Ehe- und Familienleben als ihre Berufung an. Diese Sicht spielte später eine wichtige Rolle in der Selig- und Heiligsprechung.
Als sie mit ihrem vierten Kind schwanger war, stellte sich heraus, dass sich ein gutartiger Tumor im Gebärmuttereingang gebildet hatte. Der Arzt riet ihr zunächst, einen Schwangerschaftsabbruch vornehmen zu lassen, was Gianna Molla jedoch strikt ablehnte. Auch die verhältnismäßig am wenigsten gefährliche Entfernung der Gebärmutter kam für die Mutter nicht in Frage, da sie den Tod des Kindes bedeutet hätte. Daher wurde in einer komplizierten Operation das Fibrom während der Schwangerschaft entfernt. Als das Kind, Gianna Emanuela, schließlich durch einen Kaiserschnitt am 21. April 1962 im Krankenhaus von Monza auf die Welt kam, zeigten sich bei Molla Komplikationen in Form einer Bauchfellentzündung, an der sie am 28. April zuhause in Ponte Nuovo starb. Zu ihrer Beerdigung kamen zahlreiche Menschen. Der Ruf der Heiligkeit verbreitete sich schnell.

## Selig- und Heiligsprechung
Schon am 28. April 1980 wurde ein Seligsprechungsverfahren eingeleitet. Papst Johannes Paul II. sprach Gianna Beretta Molla am 24. April 1994 selig. Am 16. Mai 2004 wurde sie in Rom vom selben Papst heiliggesprochen; ihr Witwer war bei der Zeremonie anwesend. Gianna Beretta Molla ist die letzte Heilige, die Johannes Paul II. kanonisierte. Sie gilt weltweit als Vorbild der Lebensrechtsbewegung. Ihr Gedenktag in der katholischen Kirche ist der 28. April.